# Restaurant Monarh
Restaurant Monarh is een restaurant, dat zich bevindt in een voormalig klooster in de Noord-Brabantse stad Tilburg. Het ontving één Michelinster in 2019 en werd daarmee het eerste restaurant in Tilburg dat een ster behaalde.

## Geschiedenis

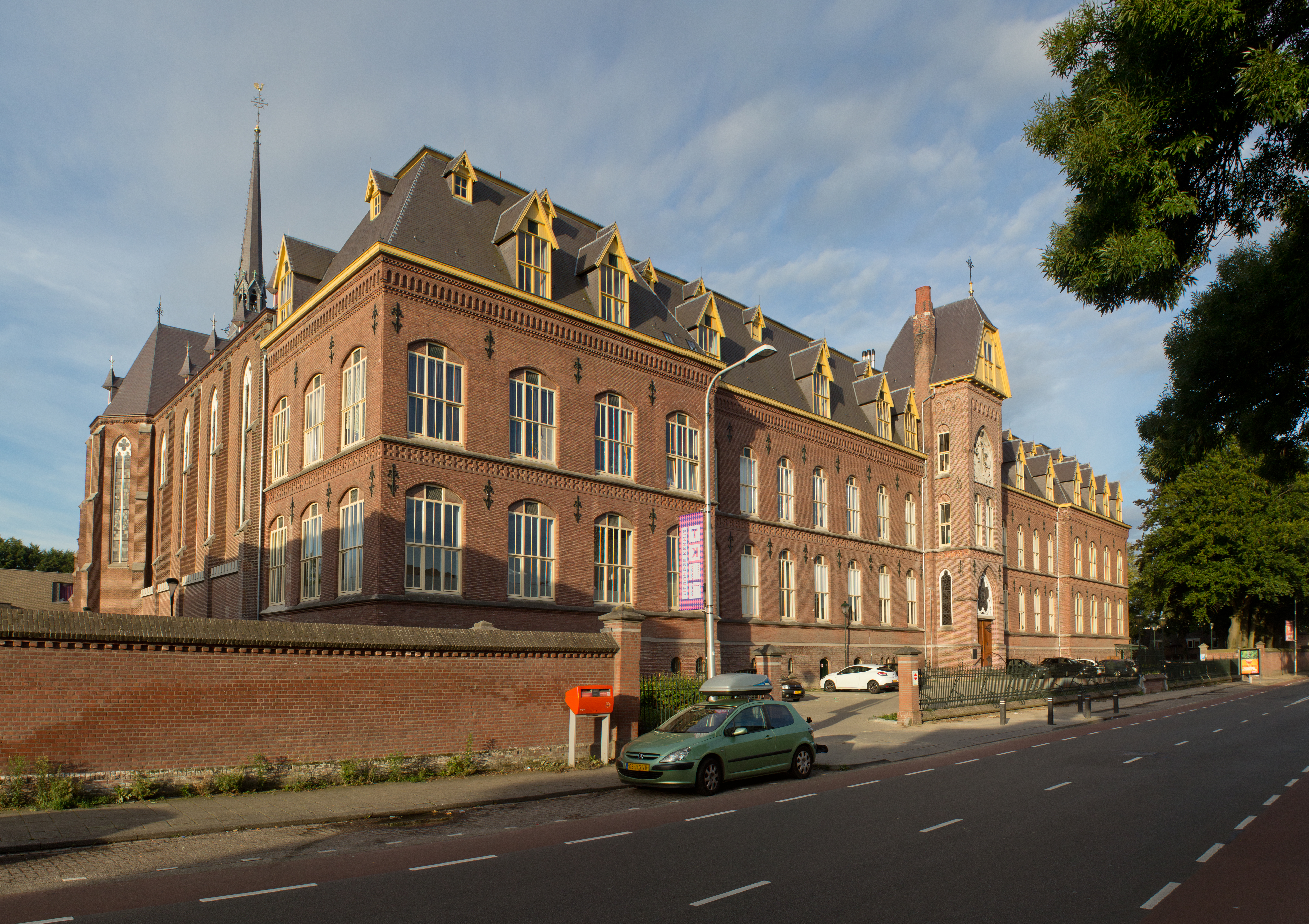
Het voormalige klooster Missiehuis, waarin Monarh is gevestigd

Het voormalige Tilburgse klooster Missiehuis dateert van de jaren 1890 en werd gebruikt door de Missionarissen van het Heilig Hart (lokaal ook wel "rooi harten" genoemd). Het klooster werd later een rijksmonument en in 2010 werd het na zijn sluiting verkocht om te worden verbouwd tot een appartementencomplex en kantoorgebouw. Restaurant Monarh werd gebouwd in de voormalige keuken in het souterrain van het pand. Het opende zijn deuren op 5 december 2014. De naam is een samentrekking van Monastère Rooi Harten.
In 2016 ontving Monarh media-aandacht, nadat het een zwevende amuse had aangekondigd. Het gerecht wordt geserveerd op een supergeleider, die met vloeibaar stikstof koud is gemaakt en maximaal drie minuten boven een magneet kan zweven door middel van het Meissner-effect. De eigenaar en chef-kok lieten het proces zien in een uitzending van het programma RTL Late Night.
Monarh verkondigde in 2018 plannen om een tweede restaurant met een capaciteit van 150 te openen in het nog te bouwen kantoorgebouw Plan-t in de Tilburgse Spoorzone. De eigenaar, Danny Kovacevic, vertelde dat het nieuwe restaurant, dat ontbijt, lunch en diner moet gaan serveren, betaalbaarder zal zijn en een uitgebreidere menukaart zal hebben.
In het najaar van 2021 dreigde de gemeente Tilburg de zaak op slot te gooien na een integriteitsonderzoek naar eigenaar Danny Kovacevic. De onderneming werd uiteindelijk zonder onderbreking en zonder verlies van zijn Michelinster gered doordat Paul Kappé de chef-kok en zijn broer, Ralph Kappé, de sommelier van het restaurant,  in 2023 de zaak in eigendom overnamen.

## Beschrijving
Het restaurant biedt lunch en diner en heeft gerechten uit de Franse en internationale keukens. Het interieur is wit en wordt gekarakteriseerd door kruisgewelven, die worden ondersteund door vierkante zuilen, en boogramen. Monarh beschikt over een open keuken en een terras en biedt plaats aan ruim 60 gasten.

## Paul Kappé: chefkok en eigenaar
Paul Kappé is geboren en getogen in Tilburg. Hij groeide op in een bourgondisch gezin waar hij zijn ouders regelmatig hielp met het bereiden van garnalencocktails en andere hapjes. Deze vroege ervaringen vormden de basis voor zijn kookpassie.
Hij volgde een horeca-opleiding bij De Rooi Pannen en werkte daarna in verschillende restaurants in de regio. In 2014 werd hij benaderd  door de eigenaren van Monarh. Samen richtten ze het restaurant op, waarbij Kappé met name de inrichting tot zich nam. Hij werd er de chef-kok.
Kappé werd bekend om zijn stijl waarin zuur en verschillende structuren centraal staan. Zijn gerechten bevatten altijd een zuur element, en hij experimenteert met diverse texturen van dezelfde ingrediënten, zoals zijn zeven variaties op rode biet. Een van zijn meest innovatieve creaties is de zwevende amuse. In 2019 ontving hij een Michelinster.
In 2023 nam hij samen met zijn broer Ralph restaurant Monarh in eigendom over.

## Recensies
In een recensie uit 2015 in de Volkskrant schreef Mac van Dinther dat het eten goed bereid en gepresenteerd werd, maar dat het niet "grensverleggend creatief" was.
In de editie van 2018 verscheen Monarh voor het eerst in de Lekker500.
Tijdens de aankondiging van de Michelinsterren voor de Michelingids van 2019 in het theater DeLaMar werd bekendgemaakt dat Monarh één ster zou ontvangen. Hoofdinspecteur Werner Loens noemde het restaurant in een interview met Misset Horeca een verrassende nieuwkomer en prees de volwassenheid van het relatief jonge restaurant. Het Franse GaultMillau kende Monarh een score van 14 uit een maximale score van 20 toe en zei dat de chef met lef kookt en dat hij van "elk gerecht (...) een schilderij (...) en een feest" maakt.